# 아차르 (동남아시아 음식)
아차르(인도네시아어·말레이어: acar)는 동남아시아의 절임 음식이다. 네덜란드에서는 아트야르(네덜란드어: atjar)라 불린다.

## 사진 갤러리

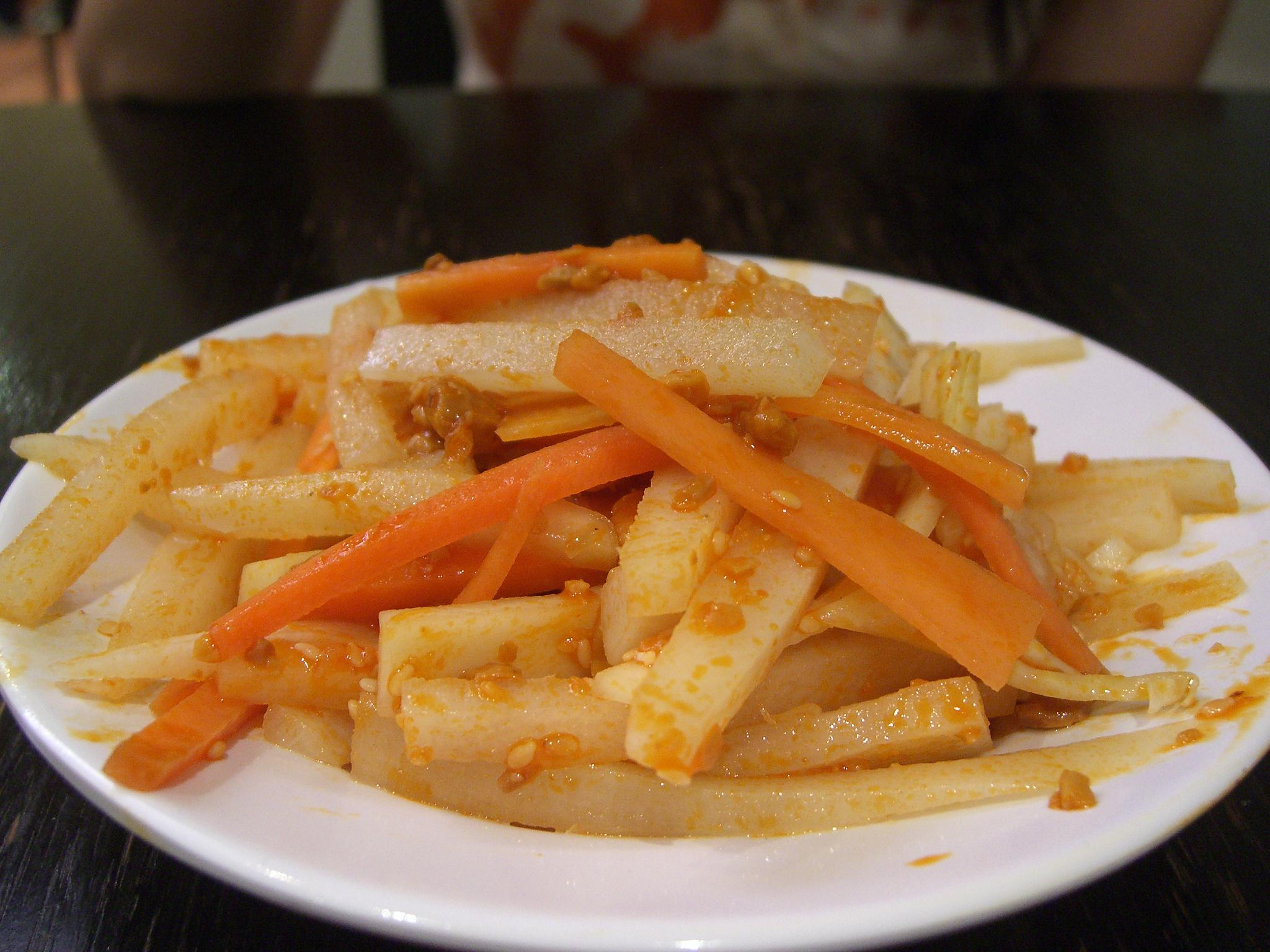
싱가포르의 아차르
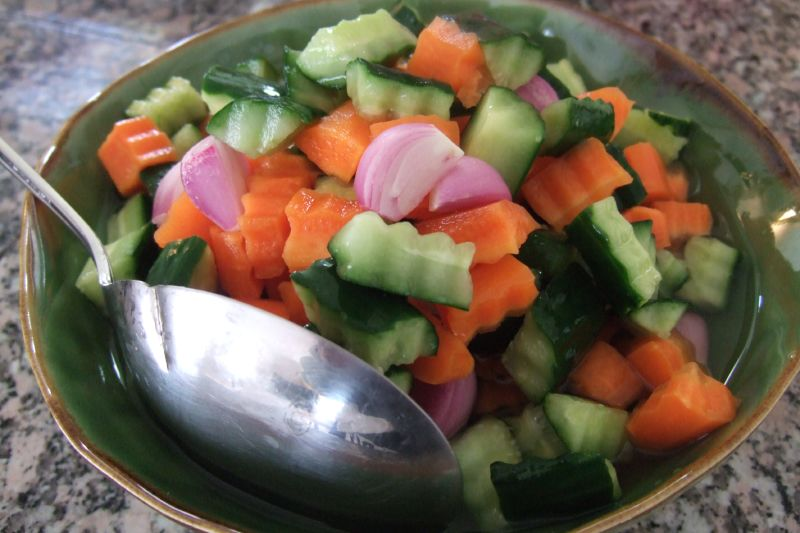
인도네시아의 아차르
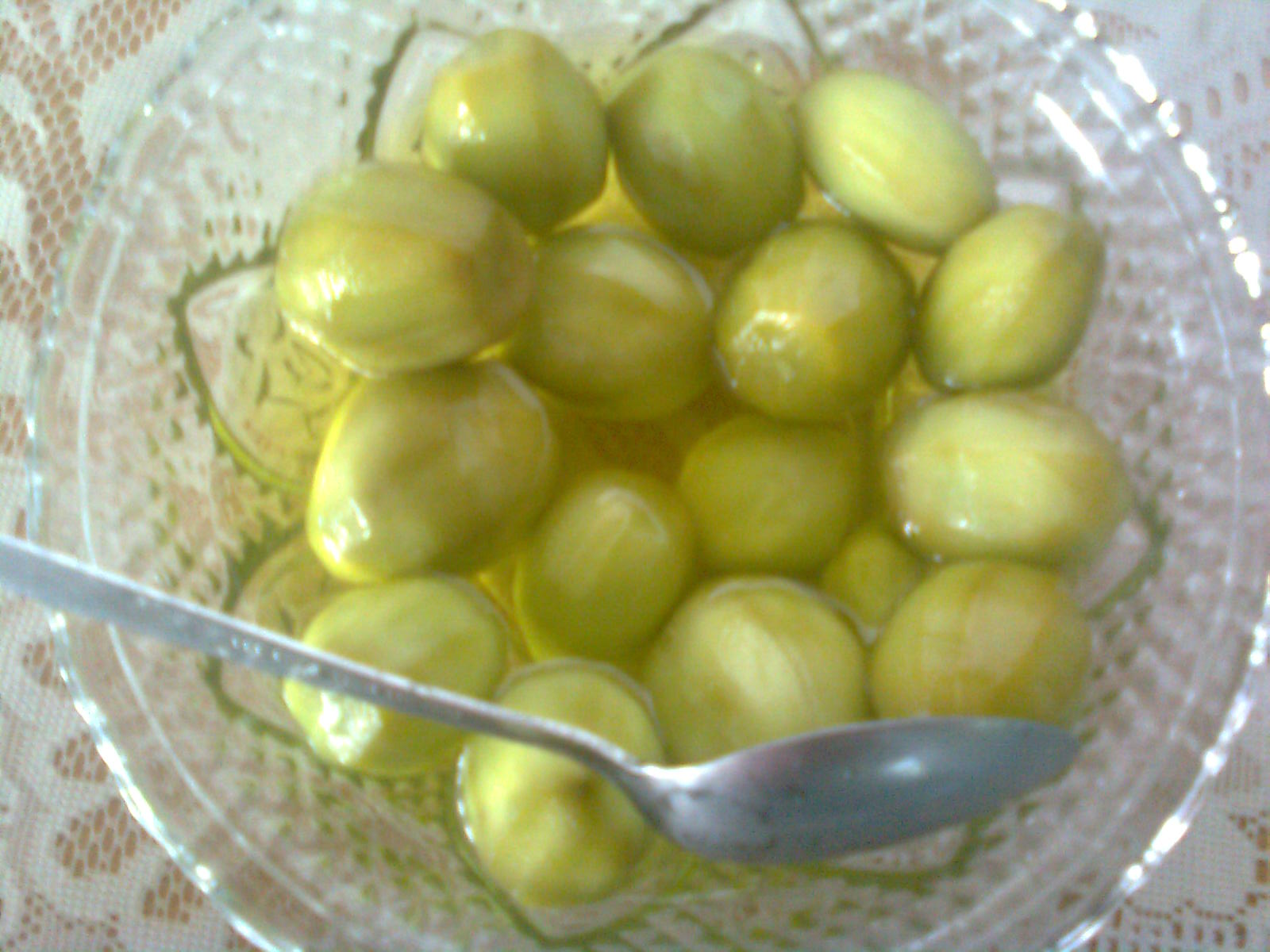
앰바랠라 아차르

## 같이 보기
- 아차르 (남아시아 음식)
- 장아찌